# Berno von Baume
Berno von Baume (* um 850 in Burgund; † 13. Januar 927 in Cluny, Frankreich) war der erste Abt von Cluny.
Er war Mönch in Saint-Martin d’Autun, dann in Baume-les-Messieurs. Auf Grundbesitz seiner Familie gründete er 890 das Kloster Gigny, das er sofort dem Papst unterstellte. Wilhelm I., Herzog von Aquitanien, vertraute ihm die Gründung eines Klosters unter den gleichen Bedingungen an: die Abtei von Cluny (910).
Berno verzichtete jedoch darauf, eine neue monastische Regel zu erstellen, sondern übernahm – wie in der Schenkungsurkunde von Wilhelm I. gewünscht – die Regel von Benedikt von Nursia in der Form des Benedikt von Aniane. Er realisierte jedoch einen Zusammenschluss von bislang unabhängigen Klöstern (u. a. Déols, Massay und Souvigny), aus denen unter seinem Nachfolger Odilo der cluniazensische Klosterverband entwickelt wurde.
925 trat er als Abt von Cluny zurück.